# John McDermott
John Joseph McDermott (ur. 19 marca 1963 w Red Bank) – amerykański duchowny katolicki, biskup Burlington od 2024.

## Życiorys
Uczęszczał do Belmont Abbey College i Mount St. Mary’s Seminary w Emmitsburgu. Uzyskał licencjat z prawa kanonicznego na Katolickim Uniwersytecie Ameryki.
3 czerwca 1989 otrzymał święcenia kapłańskie i został inkardynowany do diecezji Burlington. W latach 1989–1996 był wikariuszem kolejno w parafiach: św. Augustyna w Montpelier, św. Marka w Burlington i Wniebowzięcia NMP Middlebury, a w 1996 został proboszczem ostatniej z nich. W latach 2001–2015 pracował jako kapelan na Uniwersytecie Vermontu w Burlington, a w 2015 mianowany proboszczem parafii Chrystusa Króla i św. Antoniego w tymże mieście.
W latach 2004–2005 był wicekanclerzem, a w latach 2005−2006 kanclerzem kurii diecezjalnej. W 2006 ustanowiony wikariuszem generalnym diecezji oraz moderatorem kurii. W 2014 i w latach 2023–2024 był administratorem biskupstwa.
6 maja 2024 papież Franciszek mianował go biskupem diecezji Burlington. Sakry udzielił mu 15 lipca 2024 kardynał Seán O’Malley.